# Обстерновская группа озёр
Обстерновская группа озёр (бел. Абстэрнаўская група азёр) — группа озёр на границе Браславского и Миорского районов Витебской области Белоруссии, в бассейне реки Вята.
В состав Обстерновской группы входят 13 озёр (общая площадь 32 км², объём воды 140 млн м³), соединённых системой мелководных заболоченных протоков. Озёра находятся в 17 км к востоку от озера Дривяты — крупнейшего озера Браславских озёр.
Крупнейшие озёра: Обстерно, Укля, Нобисто, Важа, Иново.
Озёра дренируются рекой Хоробровка, которая берёт исток в озере Нобисто, течёт через озеро Щолно и вытекает из него под названием Вята.
Группа озёр расположена между отрогами Брасловской гряды и Полоцкой низменностью. При переходе от низины к возвышенности ярко выраженный террасовый уступ древнего водоёма.
В эпоху отступления поозёрского ледника на месте озёрного бассейна был крупный массив неподвижного льда, погребённого под слоем рыхлых песчано-глинистых водно-ледниковых пород. После спуска Полоцкого приледникового озера в раннем голоцене начали формироваться котловины современных озёр при активном участии термокарстовых процессов.
С востока от озёр расположен гидрологический заказник Болото Мох. Лес в основном выражен соснами, берёзами и ольхами. В 1960-х годах на Хоробровке была построена плотина, в результате чего уровень озёр поднялся на 80-100 см. Это поспособствовало улучшению физико-химического качества воды.
Озёра имеют рыбопромышленное значение, используются для отдыха и туризма.